# روبين رايت
روبن غايل رايت (بالإنجليزية: Robin Gayle Wright)‏ ممثلة ومغنية أمريكية. كانت تدعى أيضاً بروبن رايت بن. من عام 1996 إلى 2010، رايت كانت متزوجة من الممثل شون بن الذي أنجبت منه طفلان

## وصلات خارجية
- روبين رايت على موقع IMDb (الإنجليزية)
- روبين رايت على موقع ميتاكريتيك (الإنجليزية)
- روبين رايت على موقع روتن توميتوز (الإنجليزية)
- روبين رايت على موقع مونزينجر (الألمانية)
- روبين رايت على موقع قاعدة بيانات الأفلام العربية
- روبين رايت على موقع ألو سيني (الفرنسية)
- روبين رايت على موقع ميوزك برينز (الإنجليزية)
- روبين رايت على موقع تيرنر كلاسيك موفيز (الإنجليزية)
- روبين رايت على موقع أول موفي (الإنجليزية)
- روبين رايت على موقع أول موفي (الإنجليزية)